# Renée O'Connor
Evelyn Renée O'Connor (Katy, 15 febbraio 1971) è un'attrice, produttrice cinematografica e regista statunitense.

## Biografia
Evelyn Renée O'Connor è nata il 15 febbraio 1971 a Katy, in Texas, da Walter O'Connor, un dirigente finanziario, e Sandra Wilson, che divorziarono dopo la sua nascita. Ha origini irlandesi e inglesi. La madre e il patrigno, Eddie Wilson, gestiscono il ristorante "Threadgill's" di Austin, luogo della prima esibizione di Janis Joplin. Ha anche un fratello maggiore di nome Christopher, gestore di un negozio di alimentari. A sedici anni gira degli spot pubblicitari, di cui uno per la McDonald's, e lavora per il Mickey Mouse Club. Si diploma alla James E. Taylor High School di Katy dopo aver frequentato brevemente la High School for the Performing and Visual Arts di Houston.
Ottiene un piccolo ruolo nel film della Disney, Le avventure di Huck Finn, e compare in un episodio della serie tv horror I racconti della cripta, diretto da Arnold Schwarzenegger; le scene con Renée verranno tagliate in fase di montaggio. Nel 1993 compare in un episodio della serie tv NYPD - New York Police Department e ottiene un ruolo in Darkman II - Il ritorno di Durant prodotto da Sam Raimi e Robert Tapert. Lo stesso anno viene scelta per interpretare Deianira nel film tv Hercules e il regno perduto sempre prodotto da Raimi e Tapert, che la richiameranno per affidarle il ruolo di Olimpia, co-protagonista nella serie tv Xena - Principessa guerriera e per un breve periodo della terza stagione anche il ruolo di Speranza, figlia della stessa Olimpia e del famigerato Dio Dahak.
Renée è impegnata nella serie dal 1995 al 2001; in quel periodo vive in Nuova Zelanda dove vengono girati gli episodi. Terminata Xena - Principessa guerriera, Renée si dedica soprattutto a film indipendenti e poco conosciuti: nel 2005 è in Alien Apocalypse, pellicola fantascientifica girata per il canale americano Sci-fi channel, mentre nel 2007 ha un ruolo in Boogeyman 2 - Il ritorno dell'uomo nero. Nel 2008 esce Diamonds & Guns, commedia di cui Renée è anche produttrice. Nel 2009 esce Bitch Slap - Le superdotate, pellicola nella quale torna a recitare al fianco di Lucy Lawless, sua collega sul set di Xena - Principessa guerriera.

## Vita privata
Dal 1995 al 2001, durante le riprese di Xena - Principessa guerriera, Renée ha vissuto ad Auckland, Nuova Zelanda, dove possiede ancora una casa. Il 14 ottobre 2000 si è sposata ad Austin con Steve Muir, titolare di un ristorante, conosciuto otto mesi prima; i due hanno avuto un figlio, Miles William, nato il 22 settembre 2001. La coppia ha divorziato nel 2005.
Renée ha in seguito frequentato Jed Sura, un attore incontrato durante le riprese di Add nel 2003 e successivamente di Diamonds and Guns nel 2004. Il 19 marzo 2006 la coppia ha avuto una figlia, Iris Sura, dopodiché nell'aprile 2017 si è sposata con una cerimonia privata.
Nota anche come stuntwoman, Renée è esperta in varie forme di arti marziali, tra cui il taekwondo (è cintura nera), il kickboxing e lo shinkendo, padroneggiando l'uso di armi quali il Karate Bō, il Nunchaku, i Sai, e la Kumori Katana. L'attrice pratica anche pattinaggio, arrampicata su roccia, equitazione, pittura, pesca e surf.

## Filmografia parziale

### Cinema
- Night Game - Partita con la morte (Night Game), regia di Peter Masterson (1989)
- Identità sepolta (False Identity), regia di James Keach (1990)
- Forza d'urto (Stone Cold), regia di Craig R. Baxley (1991)
- Le avventure di Huck Finn (The Adventures of Huck Finn), regia di Stephen Sommers (1993)
- Darkman II - Il ritorno di Durant (Darkman II: The Return of Durant), regia di Bradford May (1994)
- Boogeyman 2 - Il ritorno dell'uomo nero (Boogeyman 2), regia di Jeff Betancourt (2007)
- Ghost Town: The Movie, regia di Jeff Kennedy e Dean Teaster (2007)
- Diamond & Guns, regia di Chris Dollard e Renée O'Connor (2008)
- Words Unspoken, regia di Renée O'Connor – cortometraggio (2008)
- Bitch Slap - Le superdotate (Bitch Slap), regia di Rick Jacobson (2009)
- 2010: Moby Dick, regia di Trey Stockes (2010)
- Fitfull, regia di Richard Brauer (2011)
- Infinity, regia di Randy Crowder – cortometraggio (2011)
- The Usual, regia di Dawn Higginbotham – cortometraggio (2016)

### Televisione
- I racconti della cripta (Tales from the Crypt) – serie TV, episodio 2x02 (1990)
- ABC Afterschool Specials – serie TV, episodio 19x04 (1991)
- NYPD - New York Police Department (NYPD Blue) – serie TV, episodio 1x10 (1993)
- Hercules e il regno perduto (Hercules: The Legendary Journeys - Hercules and the Lost Kingdom), regia di Harley Cokeliss – film TV (1994)
- Xena - Principessa guerriera (Xena: Warrior Princess) – serie TV, 133 episodi (1995-2001)
- Seguendo il fiume (Follow the River), regia di Martin Davidson – film TV (1995)
- Hercules (Hercules: The Legendary Journeys) – serie TV, 4 episodi (1997-1999)
- Hercules & Xena: la battaglia del Monte Olimpo (Hercules and Xena - The Animated Movie: The Battle for Mount Olympus), regia di Lynne Naylor – film TV (1998) – voce
- Alien Apocalypse, regia di Josh Becker – film TV (2005)
- Monster Ark - La profezia (Monster Ark), regia di Declan O'Brien – film TV (2008)
- Criminal Minds – serie TV, episodio 3x15 (2008)

### Serie-web
- Ark – web-series, 9 episodi (2010)

## Doppiatrici italiane
Nelle versioni in italiano delle opere in cui ha recitato, Renée O'Connor è stata doppiata da:
- Laura Lenghi in Hercules, Xena principessa guerriera
- Mavi Felli in Darkman II - Il ritorno di Durant, Monster Ark - La profezia
- Alessandra Korompay in Alien Apocalypse
- Emanuela Rossi in Boogeyman 2 - Il ritorno dell’uomo nero
- Rachele Paolelli in Criminal Minds